# 1194
Cette page concerne l'année 1194  du calendrier julien. Pour l'année 1194 av. J.-C., voir 1194 av. J.-C.
L'année 1194 est une année commune qui commence un samedi.

## Événements
- 25 mars : Tughrul III ibn Arslan est vaincu et tué près de Rey dans la guerre qu’il a imprudemment déclenchée face aux Shahs du Khârezm. Le Sultanat saljûqide de Perse disparaît[1].
- Avril : début du règne de Amaury II de Lusignan, roi de Chypre à la mort de Guy de Lusignan (fin en 1205)[2].
- Printemps : Henri II de Champagne, roi de Jérusalem, conclut une alliance avec les Assassins. Il se rend en personne dans leur forteresse d’al-Kahf pour rencontrer leur grand maître. Pour prouver son autorité absolue sur ses adeptes, celui-ci ordonne à deux d’entre eux de se jeter du haut des remparts. Ils s’exécutent aussitôt[3].

- Début du règne de Ningzong, empereur Song de Chine (fin en 1224)[4].
- Inondations dans le nord de la Chine. Le fleuve Jaune est détourné de son cours[5].
- Bataille de Chandawar. En Inde, le général ghuride Qutub ad-Dîn Aïbak vainc et tue près d’Etawah le roi Gahadavala de Bénarès et de Kanauj Jaichand[6].
- Afrique : au Kanem-Bornou, la dynastie téda est renversée par une dynastie musulmane noire originaire du Kanem. Son fondateur, Selmaa (ou Tsilim) ben Bikorou prend le titre de maï et règne de 1194 à 1220[7].

### Europe

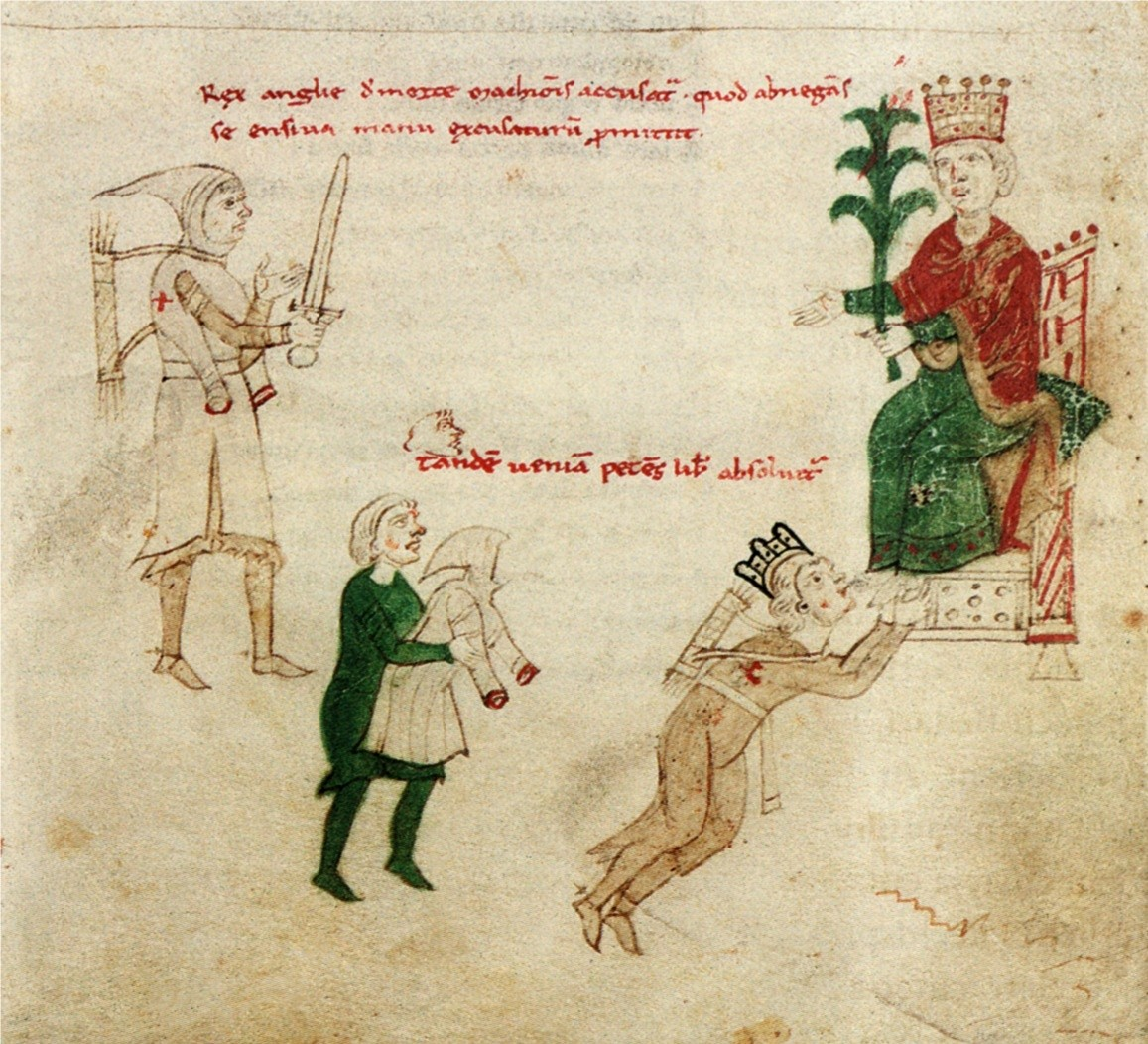
4 février : libération de Richard Cœur-de-Lion.

- 4 février[8] : le roi Richard Cœur-de-Lion est relâché après paiement d’une rançon et prestation de l’hommage pour l’Angleterre à l’empereur.

- 20 février : Guillaume III devient seul roi de Sicile à la mort de son père Tancrède de Lecce, sous la régence de sa mère Sibylle d’Acerra (fin en décembre)[9].

- 20 mars : Richard Cœur-de-Lion est de retour en Angleterre. Il confie le royaume à un régent, Hubert Walter, archevêque de Canterbury, et se rembarque aussitôt. Il est à Barfleur le 12 mai puis rejoint Lisieux où il se réconcilie avec son frère Jean, puis se retourne contre le roi de France Philippe Auguste (fin en 1199)[10].

- 3 avril : victoire navale du roi Sverre de Norvège à la bataille bataille de Florvåg sur les partisans du prétendant Sigurd Magnusson, qui est tué[11].
- 17 avril : Richard Cœur-de-Lion se fait sacrer une seconde fois roi d’Angleterre à Winchester[12].

- 5 mai : mort de Casimir II le Juste (fin en 1305). Son fils Lech le Blanc devient duc de Pologne à Cracovie sous la régence de sa mère Hélène de Znojmo[13]. La Pologne, morcelée en vingt-quatre duchés, est en proie à la guerre civile.

- 10 juin[14] : incendie de la cathédrale romane de Chartres. La construction d'une cathédrale gothique à l’emplacement de l’ancien édifice débute immédiatement (fin en 1260).
- 27 juin : début du règne de Sanche VII le Fort, roi de Navarre (fin en 1234)[15].

- 5 juillet : Richard Cœur de Lion écrase Philippe Auguste à la bataille de Fréteval et reconquiert ses fiefs en France[16]. Philippe perd son trésor et ses archives.
- 1er aout : Baudouin V de Hainaut vainc une coalition de ducs de Basse-Lotharingie à la bataille de Noville.

- 20 novembre : malgré l’énergie de Margaritus de Brindisi, Palerme, capitale du royaume normand de Sicile, est prise par l’empereur germanique Henri le Cruel, aidé par les flottes génoises et pisanes[17].

- 25 décembre : Henri Hohenstaufen est couronné roi de Sicile[18] ; Henri cherche à étendre son autorité sur toute la péninsule et refuse au Saint-Siège le serment de vassalité que prêtaient les rois normands. Il convoque une assemblée des États à Palerme lors de laquelle il accuse la reine Sybille et plusieurs barons et prélats de complot. La reine, ses filles et son fils Guillaume sont arrêtés et internés, les barons normands fidèles aux Hauteville sont massacrés, les tombes de Tancrède et de son fils Roger sont profanées[19].

- Pays de Galles : Llywelyn le Grand, qui revendique le titre de prince de Gwynedd, bat son oncle Dafydd ab Owain Gwynedd sur l’estuaire de la Conwy (Aberconwy)[20].
- Victoire bulgare de Ivan Asen sur l’empire byzantin à la bataille d’Arcadiopolis[21].

- Première « Prisée des sergents » (Prisia servientum), liste dressée pour évaluer les forces mobilisables par le roi de France[22].
- Commune de Nevers, octroyée par le comte Pierre de Courtenay[23].
- Léopold V de Babenberg fonde Wiener Neustadt comme bastion de défense contre les Magyars[24].
- Le régent Hubert Walter consolide le système d’enregistrement des actes judiciaires en Angleterre[25].

## Naissances en 1194

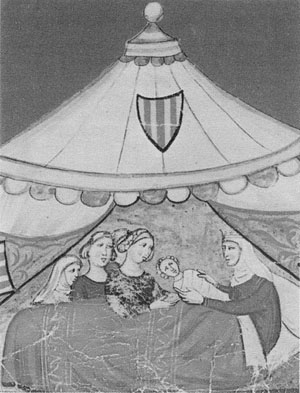
26 décembre : naissance de Frédéric II